# 新疆匹菊
新疆匹菊（学名：Pyrethrum alatavicum），为菊科匹菊属下的一个植物种。